# Open Hostility
Open Hostility è il settimo album in studio del gruppo speed/thrash metal canadese Razor, pubblicato nel 1991.

## Tracce
1. In Protest – 3:44
2. Sucker For Punishment – 4:03
3. Bad Vibrations – 3:01
4. Road Gunner – 3:08
5. Cheers – 2:35
6. Red Money – 2:54
7. Free Lunch – 2:39
8. Iron Legions – 2:34
9. Mental Torture – 3:29
10. Psychopath – 2:33
11. I Disagree – 2:58
12. End of the War – 3:40